# Finnmark
Finnmark là một hạt của Na Uy. Hạt này có diện tích là 48,631.08 km², dân số thời điểm năm là người. Chính quyền hạt đóng ở thành phố Vadsø.
Đây là quận cực đông bắc của Na Uy. Về đất liền, quận này giáp quận Troms về phía tây, Phần Lan (Lapland) về phía Nam và Nga (Murmansk Oblast) về phía đông, và giáp biển Na Uy (Đại Tây Dương) về phía tây bắc, và biển Barents (Bắc Băng Dương) về phía bắc và đông bắc.
Quận này được trước đây gọi là Finmarkens Amt hoặc Amt Vardøhus, và từ năm 2002, đã có hai cái tên chính thức: Finnmark (Na Uy) và Finnmárku (tiếng Sami). Nó là một phần của khu vực Sápmi, mà kéo dài bốn quốc gia, cũng như khu vực Barents, và là quận lớn nhất và ít dân nhất của Na Uy.

## Các đô thị
| Các đô thị ở Finnmark | Các đô thị ở Finnmark |
| --- | --------------------- |
| Key |                       |
| 1. Alta 2. Berlevåg 3. Båtsfjord 4. Gamvik 5. Hammerfest 6. Hasvik 7. Kárášjohka - Karasjok 8. Guovdageaidnu - Kautokeino 9. Kvalsund 10. Lebesby 11. Loppa 12. Måsøy 13. Unjárga - Nesseby 14. Nordkapp 15. Porsanger or Porsángu or Porsanki 16. Sør-Varanger 17. Deatnu - Tana 18. Vadsø 19. Vardø |                       |